# Колонета ла Меморија (Ријети)
Колонета ла Меморија је насеље у Италији у округу Ријети, региону Лацио.
Према процени из 2011. у насељу је живело 70 становника. Насеље се налази на надморској висини од 115 м.